# Raphaël Mrozek
Raphaël Mrozek (ur. 19 października 1987 w Krośnie) – francuski siatkarz pochodzenia polskiego, grający na pozycji przyjmującego. 
Jego ojciec Krzysztof Mrozek, również był siatkarzem, a także trenerem francuskiego klubu Chartres VB.

## Sukcesy klubowe
Superpuchar Francji:
- 2005

Puchar Francji:
- 2006

Mistrzostwa Francji:
- 2006
- 2013

Liga Mistrzów:
- 2007

## Sukcesy reprezentacyjne
Mistrzostwa Europy Kadetów:
- 2005

## Nagrody indywidualne
- 2005: Najlepszy przyjmujący Mistrzostw Europy Kadetów